# گرونانت
گرونانت (به انگلیسی: Gronant) یک روستا در بریتانیا است که در فلینتشر واقع شده‌است. گرونانت  ۱٬۵۲۷ نفر جمعیت دارد.